# Milichiidae
Milichiidae là một họ ruồi, trước đây nó thuộc họ Carnidae.

## Hình ảnh

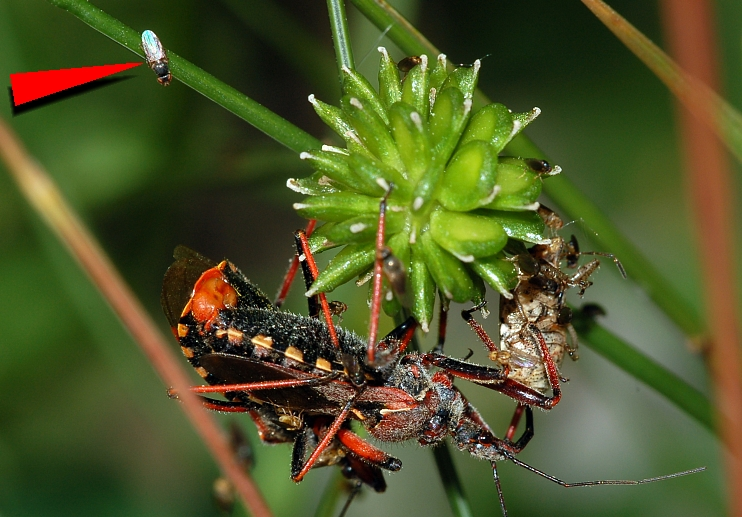

## Các chi chọn lọc
Phân họ Madizinae
- Aldrichiomyza Hendel, 1914
- Desmometopa Loew, 1866
- Enigmilichia Deeming, 1981
- Leptometopa Becker, 1903
- Madiza Fallén, 1810
- Paramyia Williston, 1897
- Stomosis Melander, 1913

Phân họ Milichiinae
- Eusiphona Coquillett, 1897
- Milichia Meigen, 1830
- Milichiella Giglio-Tos, 1895
- Pholeomyia Bilimek, 1867
- Ulia Becker, 1907

Phân họ Phyllomyzinae
- Borneomyia Brake, 2004
- Costalima Sabrosky, 1953
- Microsimus Aldrich, 1926
- Neophyllomyza Melander, 1913
- Paramyioides Papp, 2001
- Phyllomyza Fallén, 1810
- Xenophyllomyza Ozerov, 1992